# Aira-Tn-Ascheschicht
Die Aira-Tn-Ascheschicht (jap. 姶良Tn火山灰, Aira-Tn-kazanbai, kurz: AT, engl. Aira-Tn tephra) ist eine Schicht aus Vulkanasche, die sich gemäß kalibrierter Radiokarbon-Daten nach dem Ausbruch der Aira-Caldera ca. 26.000 bis 29.000 Jahre v.H. in Kyūshū und weiten Teilen Süd-Japans ablagerte.

## Überblick
Das Kürzel Tn verweist auf das Tanzawa-Bergland, wo die Ascheschicht zusammen mit Bimsstein zuerst gefunden wurde. Erst in den 1970er Jahren erkannte man, dass die Aira-Caldera der Ursprung der Ascheschicht war, woraufhin man sie Aira-Tanzawa-Ascheschicht (姶良丹沢火山灰) nannte. Die ausgespieene Asche verbreitete sich über eine Distanz von 2000 km und über eine ovale Fläche von Kyūshū bis zur Kantō-Region. Dabei bedeckte die Asche mit einem Volumen von ca. 150 km³ eine Gesamtfläche von vier Millionen km². Die Ascheschicht dient der japanischen Archäologie als Leithorizont (Stratigraphie).
Dicke der Ascheschicht nach Regionen:
- ab 80 cm: an Bergen der Präfektur Tottori
- ab 50 cm: Süd-Kyūshū und der Westteil der Präfektur Kōchi
- ab 40 cm: Kyōto
- ab 25 cm: am Biwa-See
- ab 20 cm: Nord-Kyūshū, Shikoku, Chūgoku, Region Kinki
- ab 10 cm: Regionen Chūbu und Kantō
- ab 5 cm: Südteil der Tōhoku-Region
- wenige Millimeter: Präfektur Chiba
- die Ascheschicht wurde auch im nördlichen Teil der Tōhoku-Region und auf der koreanischen Halbinsel nachgewiesen.

## Anmerkung
1. ↑  In älteren Quellen findet man häufig auch noch die Datierung 20 bis 25.000 Jahre v.H. Diese Datierung wurde anhand der kalibrierten Radiokarbondaten korrigiert.